# Caulfield North
Pour les articles homonymes, voir Caulfield.
Caulfield North est un quartier de la banlieue de Melbourne au Victoria, situé à 9 km au sud-est du centre de Melbourne et peuplé de 14 034 habitants. Il est le centre administratif de la Ville de Glen Eira.

## Sources
- (en) Cet article est partiellement ou en totalité issu de l’article de Wikipédia en anglais intitulé « Caulfield North, Victoria » (voir la liste des auteurs).